# آگودوس دو سول
آگودوس دو سول (به پرتغالی: Agudos do Sul) یک سکونتگاه مسکونی در برزیل است که در پارانا واقع شده‌است.